# Золкин, Леонид Александрович
Леони́д Алекса́ндрович Зо́лкин (1892, Москва — 1958, Москва) — российский и советский футболист.
Брат Павла Золкина. Сыграл единственный матч за сборную Российской империи 4 мая 1913 года против команды Швеции.